# 尾高暉重
尾高 暉重（おだか てるしげ、1944年2月28日 - 2016年8月23日）は、日本の地方公務員。神奈川県副知事や、神奈川県内広域水道企業団企業長を務めた。瑞宝中綬章受章。位階は従五位。

## 人物・経歴
中央大学法学部卒業。1969年神奈川県入庁。1993年企画部湘南国際村推進室長。1995年商工部産業政策課長。1997年総務部参事・財政課長。1999年京浜臨海部担当部長。2001年理事。2003年副知事。2007年神奈川県内広域水道企業団企業長。2009年全国水道企業団協議会会長。2014年秋の叙勲で瑞宝中綬章受章。2016年鎌倉市内の病院で死去。享年72。叙従五位。